# Günter Bast

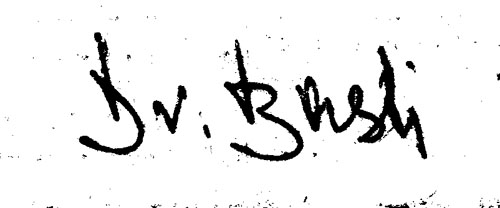
Signatur Günter Basts

Günter Bast (* 28. Oktober 1922 in Düsseldorf; † 7. Dezember 1997 in Rostock) war ein deutscher Internist. Er lehrte an der Universität Rostock.

## Leben
Günter Bast war der Sohn des Kaufmanns Wilhelm Bast und dessen Frau Josephine Bast, einer geborenen Nettesheim. 1934 starb der Vater und Bast zog mit seiner Mutter nach Geldern. Dort besuchte er ein humanistisches Gymnasium, wo er 1940 sein Abitur absolvierte und anschließend zum NS-Reichsarbeitsdienst in die Niederlande einbezogen wurde. Noch in diesem Jahr konnte er an der Universität Bonn anfangen, Humanmedizin zu studieren. 1941 unterbrach er das Studium. Er wirkte bei der Wehrmacht mit und wurde als Soldat in Russland und Nordafrika eingesetzt. An der Universität Rostock konnte er das Studium zum Wintersemester 1942/1943 fortsetzen, da er bei der Wehrmacht beurlaubt wurde. Im nächsten Jahr ging er wieder zur Wehrmacht, wo er zum Feldunterarzt aufstieg und von den Engländern kriegsgefangen genommen wurde.
1945 ging Bast wieder nach Bonn, um sein Studium erneut fortzusetzen. Dieses schloss er drei Jahre darauf mit der Promotion zum Doktor der Medizin ab. Die Dissertation hieß Mastitis in graviditate. Außerdem bestand er in diesem Jahr das medizinische Staatsexamen mit der Höchstnote.
In der nächsten Zeit fungierte Bast an der Klinik der Universität Rostock als Pflichtassistent, ab 1950 als wissenschaftlicher Assistent. 1951 zum Stationsarzt befördert, war er seit 1954 Facharzt für Innere Medizin und wurde im Folgejahr als Oberarzt eingesetzt.
1957 wurde Bast an der Universität für Medizin habilitiert. Dazu schrieb er das Werk Über das Verhalten und die klinische Bewertung des Serum-Eisens bei einigen mit Ikterus einhergehenden Erkrankungen. Im nächsten Jahr stellte die Universität ihn als ersten Oberarzt und als ersten Klinikdirektor an, außerdem wurde er Dozent an der Fakultät für Medizin. Zum Professor mit Lehrauftrag für Innere Medizin wurde er 1962 befördert, welches Amt er seit 1965 nebenamtlich tätigte und seither nicht mehr an der Klinik wirkte. 1967 ging er auch als Chefarzt an die Abteilung für Inneres am Bezirkskrankenhaus Rostock-Südstadt. An der Universität war er seit 1971 Honorarprofessor.
Bast starb 1997 in Rostock, er wurde in Graal-Müritz bestattet.

## Mitgliedschaften und weitere Funktionen
Seit 1959 hatte Bast als Mitherausgeber und Schriftleiter bei der Zeitschrift Folia Haematologica gearbeitet. Außerdem wurde er in diesem Jahr Sekretär der Deutschen Hämatologischen Gesellschaft. Seit dem nächsten Jahr fungierte er als beratendes Mitglied des staatlichen Gesundheitswesens und bekleidete von 1966 an das Amt des Vorsitzenden des Bezirksvorstandes Rostock der Gewerkschaft für Gesundheitswesen.
Ferner gehörte Bast folgenden Gesellschaften an: Der Gesellschaft für Hämatologie und Bluttransfusionswesen, der Gesellschaft der Internisten Mecklenburgs, der Gesellschaft für Innere Medizin der DDR sowie der Zentralen Fachkommission für Innere Medizin an der Akademie für Ärztliche Fortbildung der DDR.

## Auszeichnungen
1959 war Bast mit der silbernen Hufeland-Medaille ausgezeichnet worden. Zwei Jahre darauf erhielt er die Medaille für ausgezeichnete Leistungen, wurde 1968 als Verdienter Arzt des Volkes gerühmt und wurde 1974 zum Obermedizinalrat ernannt. Mit dem bronzenen Vaterländischen Verdienstorden wurde er 1976 prämiert. Weiter erhielt er 1978 die Fritz-Heckert-Medaille (Bronze), 1982 den Vaterländischen Verdienstorden in Silber und 1995 die Ernst-von-Bergmann-Plakette.